# English Football League Cup 2022-2023
La English Football League Cup 2022-2023, conosciuta anche con il nome di Carabao Cup per motivi di sponsorizzazione, è stata la 63ª edizione del terzo torneo calcistico più importante del calcio inglese, la 57ª in finale unica. La manifestazione è iniziata il 2 agosto 2022 e si è conclusa il 26 febbraio 2023 con la finale di Wembley, dove ha trionfato per la sesta volta nella sua storia il Manchester Utd, che ha battuto con il punteggio di 2-0 il Newcastle United, tornato nell'atto decisivo della competizione dopo ben quarantasette anni.

## Formula
La EFL Cup è aperta alle 20 squadre di Premier League e a tutte le 72 squadre della English Football League; il torneo è suddiviso in sette fasi, così da avere 32 squadre al termine del terzo turno. Le squadre che partecipano alle competizioni europee vengono sorteggiate solamente dal terzo turno, mentre le restanti squadre di Premier League entrano al secondo turno.
Ogni turno della EFL Cup è composto da scontri ad eliminazione diretta, ad esclusione delle semifinali che si compongono di due match dove la squadra con il miglior risultato combinato accede in finale. Se uno scontro termina in parità, escludendo la finale, vengono disputati i calci di rigore senza effettuare i tempi supplementari.
La squadra che viene sorteggiata per prima ottiene il vantaggio del campo, mentre la finale viene disputata in campo neutro.
La vincitrice del torneo accede in UEFA Europa Conference League; se però la vincente risulta successivamente qualificata in Champions League o Europa League, il posto sarà assegnato alla squadra di Premier League meglio classificata al di fuori dei piazzamenti per le coppe europee.
|                              | Squadre che entrano in questo turno                                                                                           | Squadre qualificate dal turno precedente    |
| ---------------------------- | --- | ------------------------------------------- |
| Primo turno (70 squadre)     | - 24 squadre dalla Football League Two - 24 squadre dalla Football League One - 22 squadre dalla Football League Championship |                                             |
| Secondo turno (50 squadre)   | - 2 squadre dalla Football League Championship - 13 squadre dalla Premier League (non partecipanti alle competizioni europee) | - 35 squadre vincitrici del primo turno     |
| Terzo turno (32 squadre)     | - 7 squadre dalla Premier League (partecipanti alle competizioni europee)                                                     | - 25 squadre vincitrici del secondo turno   |
| Quarto turno (16 squadre)    | | - 16 squadre vincitrici del terzo turno     |
| Quarti di finale (8 squadre) | | - 8 squadre vincitrici del quarto turno     |
| Semifinali (4 squadre)       | | - 4 squadre vincitrici dei quarti di finale |
| Finale (2 squadre)           | | - 2 squadre vincitrici delle semifinali     |

## Primo turno
Il sorteggio del primo turno è stato effettuato il 23 giugno 2022.
Al primo turno prendono parte 70 squadre del sistema della Football League (tutti i 24 club della Football League Two, tutti i 24 club della Football League One e 22 club della Football League Championship) divise su base geografica nelle sezioni "nord" e "sud".

### Northern section
| Squadra 1          | Risultato         | Squadra 2        |
| ------------------ | ----------------- | ---------------- |
| 9 agosto 2022      |                   |                  |
| Accrington Stanley | 2 - 2 (11-12 dtr) | Tranmere         |
| Blackpool          | 0 - 0 (3-4 dtr)   | Barrow           |
| Bolton             | 5 - 1             | Salford City     |
| Bradford City      | 2 - 1             | Hull City        |
| Doncaster          | 0 - 3             | Lincoln City     |
| Fleetwood Town     | 1 - 0             | Wigan            |
| Grimsby Town       | 4 - 0             | Crewe Alexandra  |
| Harrogate Town     | 0 - 1             | Stockport County |
| Huddersfield Town  | 1 - 4             | Preston N.E.     |
| Mansfield Town     | 1 - 2             | Derby County     |
| Morecambe          | 0 - 0 (5-3 dtr)   | Stoke City       |
| Rochdale           | 2 - 0             | Burton Albion    |
| Shrewsbury Town    | 3 - 2             | Carlisle Utd     |
| 10 agosto 2022     |                   |                  |
| Blackburn          | 4 - 0             | Hartlepool Utd   |
| Middlesbrough      | 0 - 1             | Barnsley         |
| Port Vale          | 1 - 2             | Rotherham Utd    |
| Sheffield Weds     | 2 - 0             | Sunderland       |
| 11 agosto 2022     |                   |                  |
| West Bromwich      | 1 - 0             | Sheffield Utd    |

### Southern section
| Squadra 1        | Risultato       | Squadra 2        |
| ---------------- | --------------- | ---------------- |
| 2 agosto 2022    |                 |                  |
| Cambridge Utd    | 1 - 0           | Millwall         |
| 9 agosto 2022    |                 |                  |
| AFC Wimbledon    | 0 - 2           | Gillingham       |
| Cardiff City     | 0 - 3           | Portsmouth       |
| Charlton         | 1 - 1 (5-3 dtr) | QPR              |
| Cheltenham Town  | 0 - 7           | Exeter City      |
| Crawley Town     | 1 - 0           | Bristol Rovers   |
| Forest Green     | 2 - 0           | Leyton Orient    |
| Ipswich Town     | 0 - 1           | Colchester Utd   |
| Luton Town       | 2 - 3           | Newport County   |
| MK Dons          | 1 - 0           | Sutton Utd       |
| Northampton Town | 1 - 2           | Wycombe          |
| Norwich City     | 2 - 2 (4-2 dtr) | Birmingham City  |
| Oxford Utd       | 2 - 2 (5-3 dtr) | Swansea City     |
| Reading          | 1 - 2           | Stevenage        |
| Walsall          | 2 - 0           | Swindon Town     |
| 10 agosto 2022   |                 |                  |
| Coventry City    | 1 - 4           | Bristol City     |
| Plymouth         | 0 - 2           | Peterborough Utd |

## Secondo turno
Il sorteggio del secondo turno è stato effettuato il 10 agosto 2022 negli studi di Sky Sport.
Alle 35 squadre vincenti del primo turno si sono aggiunti due club della Football League Championship e i 13 club della Premier League non coinvolti nelle competizioni europee. Anche gli abbinamenti del secondo turno sono stati suddivisi su base geografica, nelle sezioni "nord" e "sud". 

### Northern section
| Squadra 1        | Risultato       | Squadra 2         |
| ---------------- | --------------- | ----------------- |
| 23 agosto 2022   |                 |                   |
| Barrow           | 2 - 2 (1-3 dtr) | Lincoln City      |
| Bolton           | 1 - 4           | Aston Villa       |
| Bradford City    | 1 - 2           | Blackburn         |
| Derby County     | 1 - 0           | West Bromwich     |
| Fleetwood Town   | 0 - 1           | Everton           |
| Grimsby Town     | 0 - 3           | Nottingham Forest |
| Rotherham Utd    | 0 - 1           | Morecambe         |
| Sheffield Weds   | 3 - 0           | Rochdale          |
| Shrewsbury Town  | 0 - 1           | Burnley           |
| Stockport County | 0 - 0 (1-3 dtr) | Leicester City    |
| Wolverhampton    | 2 - 1           | Preston N.E.      |
| 24 agosto 2022   |                 |                   |
| Leeds Utd        | 3 - 1           | Barnsley          |
| Tranmere         | 1 - 2           | Newcastle Utd     |

### Southern section
| Squadra 1      | Risultato       | Squadra 2        |
| -------------- | --------------- | ---------------- |
| 23 agosto 2022 |                 |                  |
| Cambridge Utd  | 0 - 3           | Southampton      |
| Colchester Utd | 0 - 2           | Brentford        |
| Crawley Town   | 2 - 0           | Fulham           |
| Gillingham     | 0 - 0 (6-5 dtr) | Exeter City      |
| Newport County | 3 - 2           | Portsmouth       |
| Norwich City   | 2 - 2 (3-5 dtr) | Bournemouth      |
| Oxford Utd     | 0 - 2           | Crystal Palace   |
| Stevenage      | 1 - 0           | Peterborough Utd |
| Walsall        | 0 - 1           | Charlton         |
| Watford        | 0 - 2           | MK Dons          |
| 24 agosto 2022 |                 |                  |
| Forest Green   | 0 - 3           | Brighton         |
| Wycombe        | 1 - 3           | Bristol City     |

## Terzo turno
Il sorteggio del terzo turno si è svolto il 24 agosto 2022 negli studi di Sky Sports.
Alle 25 squadre vincenti del secondo turno si sono aggiunti i 7 club della Premier League coinvolti nelle competizioni europee.
| Squadra 1         | Risultato        | Squadra 2      |
| ----------------- | ---------------- | -------------- |
| 8 novembre 2022   |                  |                |
| Bournemouth       | 4 - 1            | Everton        |
| Brentford         | 1 - 1 (5-6 dtr)  | Gillingham     |
| Bristol City      | 1 - 3            | Lincoln City   |
| Burnley           | 3 - 1            | Crawley Town   |
| Leicester City    | 3 - 0            | Newport County |
| MK Dons           | 2 - 0            | Morecambe      |
| Stevenage         | 1 - 1 (4-5 dtr)  | Charlton       |
| 9 novembre 2022   |                  |                |
| Arsenal           | 1 - 3            | Brighton       |
| Liverpool         | 0 - 0 (3-2 dtr)  | Derby County   |
| Manchester City   | 2 - 0            | Chelsea        |
| Newcastle Utd     | 0 - 0 (3-2 dtr)  | Crystal Palace |
| Nottingham Forest | 2 - 0            | Tottenham      |
| Southampton       | 1 - 1 (6-5 dtr)  | Sheffield Weds |
| West Ham Utd      | 2 - 2 (9-10 dtr) | Blackburn      |
| Wolverhampton     | 1 - 0            | Leeds Utd      |
| 10 novembre 2022  |                  |                |
| Manchester Utd    | 4 - 2            | Aston Villa    |

## Quarto turno
Il sorteggio del quarto turno si è svolto il 10 novembre 2022 a seguito dell'ultima gara del terzo turno proprio a bordo campo dello stadio Old Trafford.
Partecipano a questo turno le 16 squadre vincitrici del terzo turno.
| Squadra 1        | Risultato       | Squadra 2         |
| ---------------- | --------------- | ----------------- |
| 20 dicembre 2022 |                 |                   |
| MK Dons          | 0 - 3           | Leicester City    |
| Newcastle Utd    | 1 - 0           | Bournemouth       |
| Southampton      | 2 - 1           | Lincoln City      |
| Wolverhampton    | 2 - 0           | Gillingham        |
| 21 dicembre 2022 |                 |                   |
| Blackburn        | 1 - 4           | Nottingham Forest |
| Charlton         | 0 - 0 (4-3 dtr) | Brighton          |
| Manchester Utd   | 2 - 0           | Burnley           |
| 22 dicembre 2022 |                 |                   |
| Manchester City  | 3 - 2           | Liverpool         |

## Quarti di finale
Il sorteggio dei quarti si è svolto il 22 dicembre 2022 a seguito dell'ultima gara del quarto turno.
Partecipano a questo turno le 8 squadre vincitrici del quarto turno.
| Squadra 1         | Risultato       | Squadra 2       |
| ----------------- | --------------- | --------------- |
| 10 gennaio 2023   |                 |                 |
| Manchester Utd    | 3 - 0           | Charlton        |
| Newcastle Utd     | 2 - 0           | Leicester City  |
| 11 gennaio 2023   |                 |                 |
| Nottingham Forest | 1 - 1 (4-3 dtr) | Wolverhampton   |
| Southampton       | 2 - 0           | Manchester City |

## Semifinali
Il sorteggio delle semifinali si è svolto l'11 gennaio 2023 a seguito delle ultime gare dei quarti di finale.
Partecipano a questo turno le 4 squadre vincitrici dei quarti di finale.
| Squadra 1         | Totale | Squadra 2      | Andata          | Ritorno         |
| ----------------- | ------ | -------------- | --------------- | --------------- |
|                   |        |                | 24 gennaio 2023 | 31 gennaio 2023 |
| Southampton       | 1 - 3  | Newcastle Utd  | 0 - 1           | 1 - 2           |
|                   |        |                | 25 gennaio 2023 | 1 febbraio 2023 |
| Nottingham Forest | 0 - 5  | Manchester Utd | 0 - 3           | 0 - 2           |

## Finale
| Arbitro: | David Coote |

|                           |           |  |
| Casemiro 33’ Rashford 39’ | Marcatori |  |

|                   |                  |
| Manchester United | Newcastle United |

| Manchester United (4-2-3-1) |    |                    |       |     |
|                             |    |                    |       |     |
| P                           | 1  | David de Gea       | 84’   |     |
| D                           | 20 | Diogo Dalot        | 9’    | 46’ |
| D                           | 19 | Raphaël Varane     |       |     |
| D                           | 6  | Lisandro Martínez  | 90+6’ |     |
| D                           | 23 | Luke Shaw          | 90+1’ |     |
| C                           | 18 | Casemiro           | 87’   |     |
| C                           | 17 | Fred               | 37’   | 69’ |
| A                           | 21 | Antony             |       | 83’ |
| A                           | 8  | Bruno Fernandes    |       |     |
| A                           | 10 | Marcus Rashford    |       | 88’ |
| A                           | 27 | Wout Weghorst      |       | 69’ |
| A disposizione:             |    |                    |       |     |
| P                           | 22 | Tom Heaton         |       |     |
| D                           | 2  | Victor Lindelöf    |       |     |
| D                           | 5  | Harry Maguire      |       | 88’ |
| D                           | 12 | Tyrell Malacia     |       |     |
| D                           | 29 | Aaron Wan-Bissaka  |       | 46’ |
| C                           | 15 | Marcel Sabitzer    |       | 69’ |
| C                           | 39 | Scott McTominay    |       | 69’ |
| A                           | 25 | Jadon Sancho       |       | 83’ |
| A                           | 49 | Alejandro Garnacho |       |     |
| Allenatore:                 |    |                    |       |     |
| Erik ten Hag                |    |                    |       |     |

| Newcastle United (4-3-3) |    |                           |       |       |
|                          |    |                           |       |       |
| P                        | 18 | Loris Karius              |       |       |
| D                        | 2  | Kieran Trippier           |       |       |
| D                        | 5  | Fabian Schär              | 90+6’ |       |
| D                        | 4  | Sven Botman               | 67’   |       |
| D                        | 33 | Dan Burn                  |       |       |
| C                        | 39 | Bruno Guimarães           |       | 78’   |
| C                        | 36 | Sean Longstaff            |       | 46’   |
| C                        | 7  | Joelinton                 | 45+6’ |       |
| A                        | 24 | Miguel Almirón            |       | 90+1’ |
| A                        | 10 | Allan Saint-Maximin       |       | 78’   |
| A                        | 9  | Callum Wilson             |       | 90+1’ |
| A disposizione:          |    |                           |       |       |
| P                        | 29 | Mark Gillespie            |       |       |
| D                        | 6  | Jamaal Lascelles          |       |       |
| D                        | 11 | Matt Ritchie              |       | 90+1’ |
| D                        | 13 | Matt Targett (calciatore) |       |       |
| D                        | 19 | Javier Manquillo          |       |       |
| C                        | 23 | Jacob Murphy              |       | 78’   |
| C                        | 28 | Joe Willock               |       | 78’   |
| C                        | 32 | Elliot Anderson           |       | 90+1’ |
| C                        | 14 | Alexander Isak            |       | 46’   |
| Allenatore:              |    |                           |       |       |
| Eddie Howe               |    |                           |       |       |

| Uomo partita: Casemiro (Manchester United) Assistenti arbitrali: Nick Hopton Tim Wood Quarto ufficiale: Simon Hooper Assistente di riserva: Nick Greenhalgh Assistente al VAR: Peter Bankes Assistente al VAR: Eddie Smart | Regole dell'incontro: - due tempi regolamentari da 45 minuti ciascuno; - due tempi supplementari da 15 minuti ciascuno in caso di parità; - tiri di rigore in caso di ulteriore parità; inizialmente cinque per squadra, e a oltranza fino a spareggio in caso di ulteriore parità; - numero massimo di 20 giocatori per squadra a referto (11 in campo e 9 come potenziali sostituti); - cinque sostituzioni permesse nei tempi regolamentari; una sesta permessa nei tempi supplementari. |